# هجوم المعارضة السورية 2024
هجوم شمال غرب سوريا أو معركة ردع العدوان و هجوم المعارضة السورية 2024 هو هجوم شنَّته فصائل المعارضة السورية المنضوية تحت إدارة العمليات العسكرية بقيادة هيئة تحرير الشام في فجر يوم الأربعاء بتاريخ 27 نوفمبر/ تشرين الثاني 2024م لتوجيه ضربة لقوات النظام السوري بعد تدمير إسرائيل لقدرات حزب الله الذي كان العمود الفقري لصمود النظام، واستنزاف القوات الأوكرانية لقدرات الجيش الروسي الذي كان الداعم الجوّي الرئيسي له. لم تخض قوات النظام أي معارك تُذكر مع قوات المعارضة في محاور اشتباك بريف حلب الغربي أو ريف إدلب الشرقي، كما انسحبت قوات النظام بدون أن اشتباكات جديرة بالذكر في حماة أو حمص أو دمشق، وردع العدوان هي العملية الأول درعا الرقة منذ مارس 2020. أطلقت هيئة تحرير الشام على العملية اسم "ردع العدوان" وقالت أنَّها هجمت ردًّا على تكثيف قصف جيش النظام السوري (المدعوم روسياً إيرانياً) للمناطق السكنية في ريف حلب الغربي.
في يوم الجمعة 29 نوفمبر/ تشرين الثاني 2024م، دخلت قوات المعارضة إلى مدينة حلب واستولت على معظم أنحاء المدينة وسط انهيار قوات النظام السوري والموالين له. بعد أيام من السيطرة على حلب أعلنت فصائل المعارضة السورية في يوم الخميس 5 ديسمبر سيطرتها على مدينة حماة، رابع أكبر مدن سوريا والتي تقع في وسط البلاد. وفي يوم السبت 7 ديسمبر، أعلنت فصائل المعارضة سيطرتها على مدينة درعا في جنوب البلاد. وفي الساعات الأولى من يوم الأحد 8 ديسمبر أعلنت الفصائل السيطرة الكاملة على مدينة حمص، ثالث أكبر مدن سوريا، وبهذا يصبح عدد المدن التي سيطرت عليها الفصائل 4 مدن خلال 24 ساعة نتيجة انعدام وجود أي معارك تذكر مع جيش النظام الذي فضّل عناصره عدم القتال، وهي حمص، ودرعا بالإضافة إلى القنيطرة والسويداء، كما أعلنت أنَّها سيطرت على مدينة القصير بريف حمص قرب الحدود مع لبنان، كما أعلنت الفصائل تحرير أكثر من 3500 معتقل من سجن حمص المركزي، وبدأت التمهيد لتطويق وحصار العاصمة دمشق.
في الساعات الأولى من يوم الأحد 8 ديسمبر/ كانون الأول 2024م، انسحبت قوات النظام السوري من العاصمة دمشق وتحررت دمشق على يد قوات فصائل المعارضة السورية المسلحة، وبثَّ التلفزيون الرسمي السوري مقطعاً مصوَّراً للمعارضة السورية أعلنت فيه سيطرتها على العاصمة دمشق، وسقوط نظام بشار الأسد وهروبه بعد 24 عاماً من حكمه لسوريا، وإطلاق سراح جميع المعتقلين في السجون، وذلك بعد 11 يوماً من بداية عملية ردع العدوان. لتنتهي مع سقوطه 54 عاماً من حكم آل الأسد لسوريا.

## خلفية
منذ اتفاق وقف إطلاق النار في إدلب في مارس/آذار 2020م، توقفت العمليات واسعة النطاق بين قوات المعارضة والقوات الموالية للحكومة في شمال غرب سوريا. ومع ذلك، استعدت جماعات المعارضة المتمركزة في شمال غرب سوريا لاستئناف الأعمال العدائية، مع قيام هيئة تحرير الشام على وجه الخصوص بتعزيز قدراتها العسكرية من خلال إصلاح هياكلها إلى «قوة مسلحة تقليدية»، وتحسين التدريب، وإنشاء قوات خاصة متخصصة في الغارات والعمليات الليلية. وفي الوقت نفسه، عانت الحكومة السورية من الفساد المتزايد، حيث وصفها الباحث تشارلز ليستر بأنها «أكبر دولة مخدرات في العالم» حيث تم الحفاظ على «نخبة الأعمال الفاسدة وشبكة قوية من القادة العسكريين وقادة الميليشيات وأمراء الحرب» من خلال عائدات تجارة المخدرات، وخاصة تجارة الكبتاجون وبدءًا من أواخر عام 2022م، شنّت قوات هيئة تحرير الشام سلسلة من الهجمات التسللية والقنص على القوات الحكومية، مما أدّى إلى الهجوم، كانت حلب تحت سيطرة حكومة بشار الأسد والميليشيات المدعومة من إيران منذ هجوم حلب في عام 2016.
في أكتوبر 2024م، بدأت هيئة تحرير الشام والقوات الحكومية في حشد كبير في ريف حلب، حيث ورد أن هيئة تحرير الشام صعدت استعداداتها لشنّ هجوم واسع النطاق ضد القوات الحكومية داخل مدينة حلب، في 26 نوفمبر/ تشرين الثاني 2024م، قصفت مدفعية القوات الحكومية مدينة أريحا التي تسيطر عليها المعارضة، مما أسفر عن مقتل وإصابة 16 شخصًا.

## الهجوم والمعارك
في 27 نوفمبر/ تشرين الثاني 2024م، أعلنت هيئة تحرير الشام أنها شنت هجومًا أطلقت عليه اسم «ردع العدوان» ضد القوات الموالية للحكومة في غرب محافظة حلب. وقالت المعارضة السورية أن الهجوم جاء ردًا على القصف المدفعي الأخير الذي نفذته القوات المسلحة السورية برئاسة بشار الأسد ضد مناطق يسيطر عليها المعارضون في إدلب مما أسفر عن مقتل ما لا يقل عن 30 مدنيًا.
خلال الساعات العشر الأولى من الهجوم، سيطرت هيئة تحرير الشام على 20 بلدة وقرية من القوات المسلحة السورية بما في ذلك بلدات أورم الكبرى، عنجارة، أورم الصغرى، شيخ عقيل، البارة، عجيل، عويجل، الحوطة، تل الضباع، حير دركل، قبتان الجبل، السلوم، القاسمية، كفر بسين، حور، عناز وبسرطون. بالإضافة إلى ذلك، هاجمت هيئة تحرير الشام قاعدة الفوج 46 التابعة للقوات المسلحة السورية وسيطرت عليها بعد ساعات. وفقًا لتقارير المرصد السوري لحقوق الإنسان، قُتل 37 جنديًا من القوات المسلحة السورية والميليشيات المتحالفة معها بالإضافة إلى مقتل 60 مقاتلًا من قوات المعارضة في الاشتباكات. كما تعرضت وحدة خاصة روسية لكمين نصبه المعارضون الذين نشروا لاحقًا صورًا لجندي روسي قُتل ومعدات تم الاستيلاء عليها. لا تزال أعداد الضحايا غير واضحة. ردًا على ذلك، شنت القوات السورية والروسية غارات جوية على المناطق التي تسيطر عليها المعارضة. كما نفذت الطائرات الروسية ضربات جوية حول الأتارب، دارة عزة، والقرى المحيطة، بينما قصفت القوات المسلحة السورية مناطق خاضعة لسيطرة المعارضة في إدلب، أريحا، سرمدا، ومناطق أخرى في جنوب محافظة إدلب.
في 28 نوفمبر/ تشرين الثاني، شنت هيئة تحرير الشام هجومًا على ريف إدلب الشرقي حيثُ سيطرت على قرى داديخ، كفر بطيخ، وشيخ علي بالإضافة إلى أحد الأحياء في مدينة سراقب. هذا التقدم أوصلهم إلى مسافة 2 كيلومتر فقط من طريق M5 السريع وهو طريق استراتيجي كان تحت سيطرة القوات المسلحة السورية مُنذ عام 2020م. كما هاجمت هيئة تحرير الشام مطار النيرب الواقع شرق حلب، حيث تتواجد مليشيات مدعومة من إيران. في نفس اليوم، سيطرت هيئة تحرير الشام على قرى كفر بسين، عناز، والزربة في ريف حلب الغربي، وقطعت الطريق السريع M5. وبحلول نهاية اليوم، سيطرت قوات المعارضة على حوالي 40 بلدة وقرية.
نفذت غارة جوية روسية على الأتارب في ريف حلب الغربي ما أسفر عن مقتل 15 شخص، كما قُتل 4 آخرون في غارة جوية أخرى نفذتها القوات السورية أو الروسية في دارة عزة. وأعلنت وسائل إعلام إيرانية مقتل العميد كيومارس بورهاشمي وهو مستشار عسكري بارز في الحرس الثوري الإيراني على يد المعارضة في حلب.
في 29 نوفمبر/ تشرين الثاني، سيطرت هيئة تحرير الشام على قرى تل كراتبين، أبو قنصة، والطليحية في ريف إدلب، بالإضافة إلى المنصورة، جَب كاس، وبوابية في ريف حلب. واستمرت الاشتباكات العنيفة حول بلدة سراقب. وقُتل 4 مدنيين وأصيب اثنان آخران بقصف هيئة تحرير الشام على حي الحمدانية في مدينة حلب. كما نفذت قوات سوريا الديمقراطية هجومًا قرب الباب ما أدى إلى مقتل 15 من مقاتلي الجيش الوطني السوري. وقُتل 4 من مقاتلي الجيش الوطني السوري في غارة جوية روسية استهدفت مقرًا عسكريًا لهم في مارع. كما قُتل 4 مدنيين آخرين في غارات جوية روسية منفصلة على إدلب.

### معركة حلب
في يوم 29 نوفمبر/ تشرين الثاني، دخلت قوات المعارضة أحياء الحمدانية وحلب الجديدة في مدينة حلب بعد تنفيذ هجوم انتحاري مزدوج بسيارتين مفخختين. وفي النصف الثاني من اليوم، سيطرت قوات المعارضة على خمسة أحياء من مدينة حلب، وهي الحمدانية، حلب الجديدة، الجميلية، وصلاح الدين. ووردت تقارير عن اشتباكات في مناطق أخرى من المدينة، بما في ذلك وسطها. كما استولت قوات المعارضة على 20 بلدة وقرية أخرى، من بينها مدينة سراقب الاستراتيجية وسط انهيار خطوط دفاع القوات المسلحة السورية. وشملت القرى والبلدات التي استولت عليها قوات المعارضة: خان السبل، الطليحية، الترنبة، وجوباس في ريف إدلب، وخان طومان، شغيدلة، خَلْصَة، الحاضر، القراصي، بَرْنة، العيس، تلحدية، زيتان، المنصورة، والبوابية في ريف حلب.
بحلول نهاية اليوم، سيطرت قوات المعارضة على أجزاء من أحياء السكري، الفرقان، الأعظمية، وسيف الدولة في مدينة حلب، وسيطرت على الساحة الرئيسة في وسط المدينة.
في الساعات الأولى من يوم 30 نوفمبر/ تشرين الثاني، استولت قوات المعارضة على قلعة حلب ومقر المحافظ في المدينة، وأعلنت السيطرة على «أكثر من نصف مدينة حلب». بحلول الصباح، سيطرت قوات المعارضة على معظم مدينة حلب، مما أجبر القوات المسلحة السورية على الانسحاب نحو السفيرة.
في أماكن أخرى من سوريا، سيطرت قوات المعارضة على 39 بلدة وقرية بما في ذلك بلدة أبو الظهور. انسحبت القوات الموالية للحكومة من معظم محافظة إدلب، باستثناء معرة النعمان، خان شيخون، وكفرنبل. وفي منطقة حلب، انسحبت القوات المسلحة السورية نحو مطار حلب الدولي، مسكنة، السفيرة، وطريق خناصر. وبحلول الظهيرة، استولت قوات المعارضة على معرة النعمان، وارتفع عدد القرى والبلدات التي سيطرت عليها خلال اليوم إلى أكثر من 50.
وفي 30 نوفمبر/ تشرين الثاني، أفاد المرصد الأورومتوسطي لحقوق الإنسان بمقتل ما لا يقل عن 16 مواطن وإصابة 20 آخرين، في قصف طائرات حربية رجح أنها روسية لحشد بشري عند دوار الباسل في مدينة حلب.

### قوات سوريا الديمقراطية
في 30 نوفمبر/ تشرين الثاني، ومع انهيار القوات المسلحة السورية في شمال غرب سوريا، دخلت قوات قوات سوريا الديمقراطية ذات الأغلبية الكردية إلى بلدات دير حافر، تل عرن، تل حاصل، وحي الشيخ نجار في مدينة حلب، حيث سيطرت على المناطق التي انسحبت منها الحكومة السورية.
وفي فترة ما بعد الظهر، سيطرت قوات سوريا الديمقراطية على مطار حلب الدولي وبلدتي نُبُّل والزهراء بعد انسحاب القوات المسلحة السورية منها، وفي نفس اليوم سيطرت قوات المعارضة على مطار حلب الدولي دون اشتباكات ومعارك كبيرة واضحة مع قوات سوريا الديمقراطية
في الوقت نفسه، أعلن الجيش الوطني السوري المدعوم من تركيا والمتمركز في منطقة درع الفرات في شمال سوريا المحتل من قبل تركيا، في 30 نوفمبر/ تشرين الثاني، بدء عملية «فجر الحرية» بهدف قطع شبكات إمداد قوات سوريا الديمقراطية وإنشاء ممر يربط الباب بتل رفعت. واستولت قوات الجيش الوطني السوري على بلدة تادف من القوات الموالية للحكومة أثناء تقدمها بينما بدأت القوات الموالية للحكومة في الانسحاب من المنطقة. بهدف قطع شبكات إمداد قوات سوريا الديمقراطية وإنشاء ممر يربط الباب بتل رفعت. واستولت قوات الجيش الوطني السوري على بلدة تادف من القوات الموالية للحكومة أثناء تقدمها بينما بدأت القوات الموالية للحكومة في الانسحاب من المنطقة.
تركت القوات المسلحة السورية كمية كبيرة من المعدات العسكرية خلفها أثناء انسحابها من محافظة حلب، بما في ذلك دبابتان من طراز T-90A، وبطارية كاملة من نظام S-125 Neva، ونظام Pantir-S1 وBuk-M2. كما استولى المتمردون على طائرات هليكوبتر وطائرات مقاتلة في قاعدتي حلب ومنغ الجويتين.

### السيطرة على حماة

خريطة الهجوم

في مساء يوم 30 نوفمبر/ تشرين الثاني، تقدّمت قوات المعارضة بقيادة هيئة تحرير الشام بسرعة في محافظة حماة، واستولت على عشرات البلدات والقرى في الريف، بما في ذلك حلفايا ومورك واللطامنة وكفرزيتا وقلعة المضيق وكفر نبودة وكرناز ولحايا والبويضة ولطمين وصوران والمغير ومعردس والسقيلبية ومحردة وطيبة الإمام. وفي منطقة حلب، ورد أن قوات للمعارضة سيطروا على مطار حلب بعد أن اختارت قوات سوريا الديمقراطية المحلية الانسحاب.  وبحسب ما ورد بدأت القوات المسلحة السورية في لحايا الانسحاب من مدينة حماة وقاعدتها الجوية، على الرغم من نفي وزارة الدفاع السورية لذلك.
في الساعة السابعة مساءً (بالتوقيت المحلي السوري، غرينتش+3:00) بدأت قوات هيئة تحرير الشام بالاقتراب من حماة، واستولت على ست قرى على الأقل. وفي الوقت نفسه، ورد أن إسرائيل أطلقت قذائف مدفعية على الأراضي التي تسيطر عليها الحكومة السورية بالقرب من هضبة الجولان المحتلة، وهاجم مسلحون محليون من تلبيسة قوات الجيش السوري على الطريق السريع بين حماة وحمص، مما أدى إلى إصابة ستة.
في الساعات الأولى من يوم 1 ديسمبر/ كانون الأول، أنشأت القوات المسلحة السورية مواقع عسكرية جديدة على مشارف حماة وريفها الشمالي. وتم نشر تعزيزات في جبل زين العابدين وبلدات طيبة الإمام وقمحانة وخطاب، وشنت روسيا غارات جوية على بلدات استولى عليها المتمردون في منطقتي إدلب وحماة، بما في ذلك مورك وخان شيخون وكفرنبل وحزارين وتل كوكبة. وفي مدينة إدلب، أسفرت غارة جوية روسية استهدفت مخيمًا للاجئين عن مقتل تسعة مدنيين وإصابة 71 آخرين. كما أسفرت غارة جوية روسية منفصلة استهدفت مستشفى جامعة حلب عن مقتل 8 مدنيين. وبحلول فترة ما بعد الظهر، استولى الجيش الوطني السوري على بلدات السفيرة وخناصر وقاعدة كويرس الجوية العسكرية، بينما وقعت اشتباكات بين الجيش الوطني السوري وقوات سوريا الديمقراطية في منطقة شيخ نجار بمدينة حلب. وفي الوقت نفسه، سيطرت هيئة تحرير الشام على محطة الطاقة الحرارية، وكلية المدفعية الميدانية، والأكاديمية العسكرية على مشارف حلب.
وفي مساء يوم 1 ديسمبر/ كانون الأول، شنّ الجيش الوطني السوري المدعوم من تركيا هجومًا على بلدة تل رفعت التي تسيطر عليها قوات سوريا الديمقراطية، واستولى على البلدة إلى جانب العديد من القرى المحيطة بها، بما في ذلك شوارغة، ومنغ، ومرعناز، وكفرنايا، والشيخ عيسى، ودير جمال، وعين دقنة. وانقطعت الاتصالات عن البلدات المتبقية التي تسيطر عليها قوات سوريا الديمقراطية في المنطقة بعد أن حاصرتها قوات المعارضة.

### التقدم نحو حمص
في 5 ديسمبر/ كانون الأول 2024، انسحبت القوات المسلحة السورية من مدينتي السلمية وتلبيسة باتجاه مدينة حمص، بعد ساعات من انسحابها من حماة مع اقتراب المتمردين من مشارف البلدتين السابقتين. وفي المساء، دخلت قوات المعارضة بلدة السلمية دون قتال، بعد التوصل إلى اتفاق مع شيوخ المدينة ومجلسها الديني الإسماعيلي. وبحلول المساء، وصلت قوات المعارضة إلى مشارف مدينة الرستن واستولت على قاعدة عسكرية للجيش السوري شمالها. وبالتزامن مع تقدم المعارضة، قصفت الطائرات الروسية الجسر الرئيسي الذي يربط حمص وحماة، في محاولة لإبطاء تقدم المتمردين.
في 6 ديسمبر/ كانون الأول، استولت قوات المعارضة على الرستن وتلبيسة والدار الكبيرة، واقتربت من مشارف حمص، وفي ريف حماة الجنوبي، استولت قوات المعارضة على بلدتي تقسيس والجمقلة، وفي الوقت نفسه انسحبت القوات المسلحة السورية من بلدات تير معلة والزعفراني والمجدل ودير فول وأصيلة والفرحانية والوازعية والغصيبية والمكرمية وعز الدين. حيث قتل وجرح 11 شخصًا في غارات للطيران الحربي الروسي على بلدات الغنطو، وتير معلة، ودير الزور الشرقية، بدأت القوات المسلحة السورية في سحب قواتها من بلدات دير الزور والميادين والقورية والبوكمال، باتجاه العاصمة دمشق. لاحقا سيطرت قوات سوريا الديمقراطية على معبر البوكمال الحدودي.

### انسحاب القوات المسلحة السورية من دير الزور
في 3 ديسمبر/ كانون الأول، شنّت قوات سوريا الديمقراطية هجومًا على القوات المسلحة السورية بالقرب من بلدتي خشام والصالحية في محافظة دير الزور شرقي سوريا، واستولت على قرية الحسينية. وقد قدمت طائرات التحالف الدولي الدعم لقوات سوريا الديمقراطية عبر استهداف ميليشيات مدعومة إيرانيًا في المنطقة. قُتل مقاتل من قوات سوريا الديمقراطية ومدني خلال الاشتباكات مع الجيش العربي السوري، وادعت قوات سوريا الديمقراطية بأنها سيطرت على سبع قرى كانت تحت سيطرة الجيش العربي السوري على الضفة الشرقية لنهر الفرات، وهي الصالحية وطابية جزيرة وحطلة وخشام ومراط ومظلوم والحسينية، وضمّتها إلى مجلس دير الزور العسكري. وبعدها بساعات انسحبت قوات سوريا الديمقراطية من المناطق التي تقدمت إليها.
في 5 ديسمبر/ كانون الأول، سيطرت قوات سوريا الديمقراطية على حقل النفط في الثورة، والرصافة، ومواقع استراتيجية قرب منطقتي صفيان وإنباج الواقعتين في محافظة الرقة بعد انسحاب القوات المسلحة السورية والقوات الموالية لها.
في 6 ديسمبر/ كانون الأول، بدأت قوات الجيش العربي السوري بالانسحاب من مدن دير الزور والميادين والقورية والبوكمال باتجاه العاصمة دمشق. وعقب انسحابهم استولت قوات سوريا الديمقراطية على مدينة دير الزور ووسعت سيطرتها لتشمل البوكمال والحدود العراقية.
شهدت بادية دير الزور تحركات جديدة لتنظيم داعش، وسط مخاوف عن استغلاله للانفلات الأمني وبسط نفوذه في المنطقة، وخصوصًا بعد مغادرة القوات المسلحة السورية لمعبر البوكمال الحدودي.
ودخل إلى العراق عبر البوكمال حوالي 2000 جندي سوري هارب من القتال في سوريا بعد تسليم أسلحتهم ومعداتهم للقوات العراقية بعد دخولهم عبر منفذ القائم الحدودي.

### السيطرة على درعا والسويداء وتدمر والقنيطرة
في عشية 6 ديسمبر 2024، انسحبت القوات المسلحة السورية من السويداء، مما دفع قوات المعارضة المحلية للسيطرة على المدينة. وبحلول منتصف الليل سيطرت قوات المعارضة في محافظة درعا على المدينة، بالإضافة إلى 90% من مساحة المحافظة، حيث انسحبت القوات المسلحة باتجاه العاصمة دمشق.
في 7 ديسمبر انسحبت القوات المسلحة السورية من مدينة القنيطرة التي تحد هضبة الجولان مع إسرائيل، وتمكنت المعارضة السورية من السيطرة عليها بعد ساعات.

### معركة دمشق
في 7 ديسمبر 2024، دخلت قوات المعارضة السورية منطقة ريف دمشق من الجنوب، وأصبحت على بعد 20 كيلومترًا من العاصمة دمشق. وبالتزامن مع التقدم نحو دمشق، شنت قوات المعارضة في الشمال هجوماً على مدينة حمص. وفي منطقة ريف دمشق، انسحبت القوات المسلحة السورية من بلدات عسال الورد ويبرود وفليطة والناصرية وعرطوز ، بينما أصبحت المعارضة على بعد 10 كيلومتر من ضواحي مدينة دمشق.
في الساعة 8:33 من صباح الثامن من ديسمبر/كانون الاول إعلن التلفزيون الحكومي السوري التي سيطرت عليه المعارضة السورية  نهاية نظام بشار الاسد، بعد هرب الرئيس السابق بشار الأسد من دمشق إلى جهة مجهولة.
ولاحقاً قصفت إسرائيل مركز البحوث العلمية بدمشق حيث تدار برامج أسلحة كيميائية وصواريخ باليستية وقصفت مطار المزة، ومقر الجمارك والمخابرات العسكرية في حي كفر سوسة بدمشق. وعبر الجيش الاسرائيلي منطقة الحياد في هضبة الجولان وتوغل داخل الأراضي السورية إلى عمق 14 كلم، واحتل جبل الشيخ ودخل مدينة البعث مركز محافظة القنيطرة.
وفي مساء يوم الأحد 8 ديسمبر، أعلن الكرملين أن بشار الأسد وعائلته وصلوا إلى موسكو وأنه سيتم منحهم اللجوء لدواعٍ إنسانية.

## تحليل
حزب الله، الذي كان حليفًا رئيسيًا للحكومة السورية خلال الحرب الأهلية السورية تعرض لانتكاسة خلال حربه مع إسرائيل. أدى مقتل حسن نصر الله ومعظم قياداته العسكرية بالإضافة إلى إعادة نشر الحزب العشرات من مقاتليه من سوريا إلى لبنان إلى خلق فراغ كبير لدى الحكومة السورية. ومع انشغال الجيش الروسي بالغزو الروسي لأوكرانيا وتعرض إيران لضغوط كبيرة، سنحت الفرصة لجماعات المعارضة لشن هجوم.
وبحسب نيك هيراس المحلل في معهد نيولاينز للاستراتيجية والسياسة، فإن المعارضة كانت تحاول استباق هجوم الحكومة السورية الذي كان يتشكل من خلال الغارات الجوية الروسية والسورية على مناطق المعارضة. ويُعتقد أن وجود الجماعات المدعومة من تركيا في الهجوم هو تحذير من تركيا لروسيا والحكومة السورية لتجنب أي هجمات في المنطقة.

## ردود الفعل

### محليًا
- سوريا: وصفت القوات المسلحة السورية الهجوم بأنه «هجوم إرهابي ضخم وواسع النطاق» حيث استهدفت «أعداد كبيرة من الإرهابيين باستخدام أسلحة متوسطة وثقيلة» القرى والبلدات والمواقع العسكرية.[92] في 30 نوفمبر، أعلنت الحكومة السورية «انسحابًا مؤقتًا للقوات» من حلب.[93]
- المعارضة السورية: صرح حسن عبد الغني، المتحدث باسم ائتلاف المعارضة السورية، أن أهداف العملية هي قوات الأسد والميليشيات الإيرانية التي اتهمها بجلب «الدمار والموت والقتل إلى المنطقة» بينما «تستغل السكان العرب والمسلمين» لدفع «خططهم التخريبية» تحت «غطاء المقاومة».[94][95]
- الإدارة الذاتية لشمال وشرق سوريا: حشدت الإدارة الذاتية قواتها ضد هيئة تحرير الشام وأدانت الهجمات، حيث صرح المتحدث باسم قوات سوريا الديمقراطية فرهاد شامي أن الهجمات كانت محاولة لمنع السلام في سوريا.[96][إنج 27]

### عربيًا
- العراق: أجرى رئيس مجلس الوزراء محمد شياع السوداني اتصالًا هاتفيًّا مع الرئيس السوري بشار الأسد، حيث أكد السوداني أنّ أمن سوريا واستقرارها يرتبطان بالأمن القومي للعراق، مشددًا على استعداد العراق لتقديم كل الدعم اللازم لسورية لمواجهة الإرهاب وكافة تنظيماته، مؤكدًا تمسُّك بلاده باستقرار سورية وسيادتها ووحدة أراضيها.[97][98]
- الإمارات: أكد الرئيس الإماراتي محمد بن زايد تضامن دولة الإمارات مع سوريا ودعمها في محاربة الإرهاب والتطرف، كما شدد في اتصال هاتفي مع الرئيس السوري بشار الأسد على موقف دولة الإمارات الداعم لجميع الجهود والمساعي المبذولة لإيجاد حل سلمي للأزمة السورية بما يحقق تطلعات الشعب السوري الشقيق إلى الاستقرار والتنمية ويضمن وحدة سوريا وسيادتها على كامل أراضيها.[99]
- عمان: أعرب وزير الخارجية العماني عن تضامن سلطنة عُمان مع سوريا، وتأكيده على أهمية سيادة ووحدة الأراضي السورية، وضرورة استعادة الأمن والاستقرار، ومنع توسع نطاق الصراعات. جاء ذلك خلال اتصال هاتفي مع نظيره السوري نقلت تفاصيله وكالة الأنباء السورية.[100]
- حزب الله: بعد سيطرة المعارضة على مدينة حماة، صرح الأمين العام لحزب الله نعيم قاسم بوقوف حزب الله مع الحكومة السورية ضد ما وصفه بالعدوان الذي يخدم إسرائيل.[101][102]
- حركة حماس: بعد يوم من سقوط نظام بشار الأسد في يوم الأحد، باركت حركة المقاومة الإسلامية حماس للشعب السوري انتصار ثورته ونجاح تطلعاته لتحقيق الحرية والعدالة، وقالت في بيانٍ لها: "نبارك للشعب السوري الشقيق نجاحه في تحقيق تطلُّعاته نحو الحرِّية والعدالة، وندعوا كلَّ مكوِّنات الشعب السوري إلى توحيد الصفوف، ومزيد من التلاحم الوطني، والتعالي على آلام الماضي".[103][104][105]

### عالميًا
- إيران: وصف وزير الخارجية عباس عراقجي الهجوم بأنه «مؤامرة دبرتها الولايات المتحدة والنظام الصهيوني بعد هزيمة النظام في لبنان وفلسطين».[106]
- تركيا: دعت وزارة الخارجية إلى وقف الغارات الجوية على إدلب وطالبت بـ«تجنب المزيد من عدم الاستقرار وعدم إيذاء المدنيين».[إنج 28]
- روسيا: وصف المتحدث باسم الرئاسة الروسية ديمتري بيسكوف الهجوم بأنه «انتهاك لسيادة سوريا في هذه المنطقة».[إنج 29]
- الولايات المتحدة صرح الرئيس المنتخب للولايات المتحدة دونالد ترامب بأنه لا شأن للولايات المتحدة بهذا النزاع، وأنها لن تنحاز لطرف.[107][108] كما صرح المتحدث باسم مجلس الأمن القومي شون سافيت في بيان بأن هذا الهجوم تقوده هيئة تحرير الشام، وهي مصنفة كمنظمة إرهابية ولا علاقة للولايات المتحدة بالهجوم.[109][إنج 30] وقال الرئيس المنتخب دونالد ترامب على الهجمات بالقول إن الولايات المتحدة لا ينبغي لها أن تتدخل، مشيرًا إلى أن «هذه ليست معركتنا» و«دعها تستمر».[إنج 31]

### مواقع وب

#### عربية
1. ↑  "التلفزيون الرسمي السوري يعلن "سقوط نظام الأسد"". سي إن أن عربية. 8 ديسمبر 2024. مؤرشف من الأصل في 2024-12-08. اطلع عليه بتاريخ 2024-12-08.
2. ↑  "الطيران الحربي الروسي والجيش السوري يهاجمان مواقع لتنظيم "جبهة النصرة" بريف حلب الغربي". آر تي العربية. 27 نوفمبر 2024. مؤرشف من الأصل في 2024-12-08. اطلع عليه بتاريخ 2024-11-27.
3. 1 2  "رويترز: إيران ترسل دعما عسكريا ومستشارين لسوريا وحزب الله يبعث قوات لحمص". الجزيرة نت. مؤرشف من الأصل في 2024-12-12. اطلع عليه بتاريخ 2024-12-07.
4. ↑  "سوريا.. فصائل تؤسس "غرفة عمليات الجنوب" بدرعا والسويداء والقنيطرة". وكالة الأناضول. مؤرشف من الأصل في 2024-12-08. اطلع عليه بتاريخ 2024-12-07.
5. ↑  "المعارضة المسلحة تصل السويداء وتسيطر على مقرات أمنية (فيديو) | إرم نيوز". إرم نيوز. مؤرشف من الأصل في 2024-12-12. اطلع عليه بتاريخ 2024-12-07.
6. ↑  ""في اليوم الرابع من عملية "ردع العدوان": قوات النظام تنهار وتتمركز في 3 مدن جنوب إدلب ومراكز في مناطق شرق وجنوب مدينة حلب"". المرصد السوري لحقوق الإنسان. 30 نوفمبر 2024. اطلع عليه بتاريخ 2024-12-03.
7. ↑  ""الحاج هاشم"..من هو كبير المستشارين الإيرانيين الذي قتل في سوريا؟". إرم نيوز. 29 نوفمبر 2024. مؤرشف من الأصل في 2024-12-05. اطلع عليه بتاريخ 2024-11-29.
8. 1 2  "بالتوازي مع استمرار عملية "ردع العدوان": أكثر من 30 غارة جوية ومقتل نحو 100 عنصر من قوات النظام والهيئة والفصائل في ريف حلب". المرصد السوري لحقوق الإنسان. 27 نوفمبر 2024. اطلع عليه بتاريخ 2024-11-27.
9. ↑  ""جيش سوريا الحرة" يواصل تقدمه نحو دمشق". وكالة الأناضول. مؤرشف من الأصل في 2024-12-07. اطلع عليه بتاريخ 2024-12-07.
10. ↑  "الأكراد يستنفرون بجانب النظام السوري بمواجهة المنطقة العازلة التركية". اندبندنت عربية. 30 نوفمبر 2024. مؤرشف من الأصل في 2024-11-30. اطلع عليه بتاريخ 2024-12-07.
11. ↑  "وحدات حماية المرأة: الدولة التركية مسؤولة عن الشابات الأسيرات وسنحاسبها". وكالة أنباء هاوار. 2 ديسمبر 2024. مؤرشف من الأصل في 2024-12-12. اطلع عليه بتاريخ 2024-12-07.
12. ↑  "وسط عجز قوات النظام عن إيقاف هجوم "الهيئة" والفصائل.. الاشتباكات تصل إلى تخوم مدينة حلب". المرصد السوري لحقوق الإنسان. 29 نوفمبر 2024. اطلع عليه بتاريخ 2024-11-29.
13. 1 2  السوري، المرصد (3 ديسمبر 2024). "بعد أسبوع من عملية "ردع العدوان".. حصيلة القتلى والشهداء ترتفع إلى 571 من المدنيين والعسكريين | المرصد السوري لحقوق الإنسان". اطلع عليه بتاريخ 2024-12-03.
14. ↑  "المهاجمون على بعد 10 كيلومتر من مدينة حلب.. مقتل 80 عنصرا من قوات النظام والفصائل المهاجمة في عملية "ردع العدوان"". المرصد السوري لحقوق الإنسان. 27 نوفمبر 2024. اطلع عليه بتاريخ 2024-11-27.
15. ↑  "المعارضة السورية تعلن أسر 33 جنديا من قوات النظام". جريدة الغد | مصدرك الأول لأخبار الأردن والعالم. 1 ديسمبر 2024. اطلع عليه بتاريخ 2024-12-03.
16. ↑  "مقتل 3 عسكريين بهجوم مسيرة تركية على سيارة في ريف القامشلي | المرصد السوري لحقوق الإنسان". 1 ديسمبر 2024. اطلع عليه بتاريخ 2024-12-03.
17. ↑  ""في ظل فشل الفصائل في التقدم نحو المدينة|استمرار الاشتباكات العنيفة على محاور مدينة حماة وقوات النظام تستعيد بلدة بريفها الشرقي"". المرصد السوري لحقوق الإنسان. 6 ديسمبر 2024. مؤرشف من الأصل في 2024-12-05. اطلع عليه بتاريخ 2024-12-05.
18. ↑  "280 ألف نازح في سوريا بسبب القتال". هسبريس. 6 ديسمبر 2024. مؤرشف من الأصل في 2024-12-09. اطلع عليه بتاريخ 2024-12-06.
19. ↑  "لماذا قرر جنود الجيش السوري عدم القتال من أجل الأسد؟". الجزيرة نت. مؤرشف من الأصل في 2025-01-19. اطلع عليه بتاريخ 2025-01-14.
20. ↑  "المعارضة السورية تطلق عملية "ردع العدوان" شمالي البلاد". الجزيرة نت. 27 نوفمبر 2024. مؤرشف من الأصل في 2024-12-09. اطلع عليه بتاريخ 2024-12-07.
21. ↑  "معركة ردع العدوان: ماذا استجد لدى فصائل المعارضة؟ وما موقف تركيا؟". نون بوست. 28 نوفمبر 2024. مؤرشف من الأصل في 2024-12-09. اطلع عليه بتاريخ 2024-12-07.
22. 1 2  "معظمهم من الأطفال. مقتل وجرح 16 مواطنا في قصف قوات النظام لمدينة أريحا". المرصد السوري لحقوق الإنسان. 27 نوفمبر 2024. اطلع عليه بتاريخ 2024-11-27.
23. 1 2  "بعد غياب حوالي 8 سنوات.. الطائرات الحربية تستهدف أحياء حلب. وقوات "ردع العدوان" تخترق معظم أحياء مدينة حلب". المرصد السوري لحقوق الإنسان. 30 نوفمبر 2024. ص. Arabic. اطلع عليه بتاريخ 2024-11-30.
24. ↑  "فصائل المعارضة السورية تسيطر على مدينة حماة الاستراتيجية". مونت كارلو الدولية. 5 ديسمبر 2024. مؤرشف من الأصل في 2024-12-09. اطلع عليه بتاريخ 2024-12-07.
25. ↑  "فصائل المعارضة المسلحة تسيطر على رابع أكبر مدينة في سوريا". تلفزيون صوت ألمانيا. 5 ديسمبر 2024. مؤرشف من الأصل في 2024-12-12. اطلع عليه بتاريخ 2024-12-07.
26. ↑  "فصائل المعارضة تواصل تقدمها جنوب سوريا وتعلن سيطرتها على مدينة درعا". فرانس 24. 7 ديسمبر 2024. مؤرشف من الأصل في 2024-12-08. اطلع عليه بتاريخ 2024-12-07.
27. ↑  "الفصائل السورية تعلن السيطرة على مدينة حمص وتمهد لمعركة دمشق". الشرق نيوز. 7 ديسمبر 2024. مؤرشف من الأصل في 2024-12-07. اطلع عليه بتاريخ 2024-12-08.
28. ↑  "المعارضة السورية المسلحة: تحرير كامل مدينة حمص". الجزيرة نت. 8 ديسمبر 2024. مؤرشف من الأصل في 2024-12-12. اطلع عليه بتاريخ 2024-12-08.
29. ↑  "المعارضة السورية تطوّق دمشق وتدخل مدينة حمص". الجزيرة نت. 7 ديسمبر 2024. مؤرشف من الأصل في 2024-12-12. اطلع عليه بتاريخ 2024-12-08.
30. ↑  "التلفزيون السوري يبث مقطعا يعلن سقوط بشار الأسد". الجزيرة نت. 8 ديسمبر 2024. مؤرشف من الأصل في 2024-12-13. اطلع عليه بتاريخ 2024-12-08.
31. ↑  "عملية "ردع العدوان".. كيف أسقطت المعارضة نظام بشار الأسد في 11 يوماً؟". التلفزيون العربي. 8 ديسمبر 2024. مؤرشف من الأصل في 2024-12-09. اطلع عليه بتاريخ 2024-12-08.
32. ↑  "سوريا تتحرر وتنفض غبار أكثر من 50 عاماً من حكم آل الأسد". شبكة بلدي. 8 ديسمبر 2024. مؤرشف من الأصل في 2024-12-10. اطلع عليه بتاريخ 2024-12-08.
33. ↑  "=معارك حلب: تصفية حسابات إقليمية وتغير في المعادلة السورية". تلفزيون صوت ألمانيا. 2 ديسمبر 2024. مؤرشف من الأصل في 2024-12-03. اطلع عليه بتاريخ 2024-12-03.
34. ↑  "النظام السوري يلجئ لقصف المدنيين لتفادي معركة حلب المرتقبة". Dw. 17 أكتوبر 2024. مؤرشف من الأصل في 2025-03-09. اطلع عليه بتاريخ 2024-12-21.
35. ↑  "المعارضة السورية تتجهز لمعركة حلب والنظام السوري مستنفر". aljazeera. 13 أكتوبر 2024. مؤرشف من الأصل في 2025-03-14. اطلع عليه بتاريخ 2024-12-21.
36. ↑  "جلهم من الأطفال.. استشهاد وإصابة 16 مواطنا بقصف لقوات النظام على مدنية أريحا | المرصد السوري لحقوق الإنسان". 26 نوفمبر 2024. اطلع عليه بتاريخ 2024-11-28.
37. ↑  "المعارضة السورية تطلق عملية "ردع العدوان" شمالي البلاد". قناة الجزيرة. 27 نوفمبر 2024. مؤرشف من الأصل في 2024-12-09. اطلع عليه بتاريخ 2024-11-27.
38. ↑  "بعد أسابيع من نشر المرصد السوري الاستعدادات ... "هيئة تحرير الشام" تهاجم ريف حلب في عملية "الرد على العدوان"". المرصد السوري لحقوق الإنسان. 27 نوفمبر 2024. مؤرشف من الأصل في 2025-06-04. اطلع عليه بتاريخ 2024-11-27.
39. ↑  "بعد تفجير سيارتين مفخختين.. فصائل عملية "ردع العدوان" تدخل أجزاء من أحياء في مدينة حلب". المرصد السوري لحقوق الإنسان. 29 نوفمبر 2024. ص. Arabic. اطلع عليه بتاريخ 2024-11-29.
40. ↑  (AJABreaking) (20 نوفمبر 2024). "عاجل | المعارضة السورية: سيطرنا على الساحة الرئيسية وسط مدينة #حلب". الجزيرة - عاجل – إكس. مؤرشف من الأصل في 2024-11-29. اطلع عليه بتاريخ 2024-11-29.
41. ↑  "المعارضة السورية تدخل حلب وتسيطر على مقرات الحكومة وقلعتها". الجزيرة نت. 29 نوفمبر 2024. ص. Arabic. مؤرشف من الأصل في 2024-12-10. اطلع عليه بتاريخ 2024-11-29.
42. 1 2  "في اليوم الرابع لعملية "ردع العدوان": قوات النظام تنهار وتتمركز في 3 مدن جنوب إدلب ومراكز في مناطق شرق وجنوب مدينة حلب". المرصد السوري لحقوق الإنسان. 30 نوفمبر 2024. اطلع عليه بتاريخ 2024-11-30.
43. ↑  "انسحاب قوات النظام من مدينة معرة النعمان... وقوات "ردع العدوان" تفرض سيطرتها على نحو 50 قرية وبلدة خلال النهار". المرصد السوري لحقوق الإنسان. 30 نوفمبر 2024. ص. Arabic. اطلع عليه بتاريخ 2024-11-30.
44. ↑  "استشهاد 16 شخص.. مجزرة مروعة ترتكبها الطائرات الحربية في مدينة حلب". المرصد الأورومتوسطي لحقوق الإنسان. 30 نوفمبر 2024. ص. Arabic. اطلع عليه بتاريخ 2024-11-30.
45. ↑  "تطورات دراماتيكية في أوسع هجوم للمعارضة السورية". الجزيرة نت. مؤرشف من الأصل في 2024-12-01. اطلع عليه بتاريخ 2024-12-01.
46. ↑  "بعد انسحاب الميليشيات الإيرانية وقوات النظام.. القوات الكردية تنتشر في مطار حلب الدولي ونبل والزهراء وتسيطر على الحواجز". المرصد السوري لحقوق الإنسان. 30 نوفمبر 2024. اطلع عليه بتاريخ 2024-11-30.
47. ↑  "مصادر: جماعة مسلحة سورية تدعمها تركيا منعت خطط توسع كردية". الشرق الأوسط. 1 ديسمبر 2024. مؤرشف من الأصل في 2025-01-15. اطلع عليه بتاريخ 2024-12-03.
48. ↑  "وسط انسحاب لقوات النظام من مدينة حماة ومطارها العسكري.. "الهيئة" تواصل التقدم في ريفها وتسيطر على مدن وبلدات جديدة | المرصد السوري لحقوق الإنسان". المرصد السوزي لحقوق الإنسان. 30 نوفمبر 2024. اطلع عليه بتاريخ 2024-12-06.
49. ↑  ""الهيئة" تسيطر على مطار حلب الدولي والعديد من المدن والبلدات في ريف حماة الشمالي وسط انهيار كامل لقوات النظام | المرصد السوري لحقوق الإنسان". المرصد السوري لحقوق الإنسان. 30 نوفمبر 2024. اطلع عليه بتاريخ 2024-12-06.
50. ↑  "وسط انسحاب لقوات النظام من مدينة حماة ومطارها العسكري.. "الهيئة" تواصل التقدم في ريفها وتسيطر على مدن وبلدات جديدة | المرصد السوري لحقوق الإنسان". المرصد السوري لحقوق الإنسان. 30 نوفمبر 2024. اطلع عليه بتاريخ 2024-12-06.
51. ↑  "وزارة الدفاع السورية تنفي انسحاب الجيش من حماة". الشرق الأوسط. 30 نوفمبر 2024. مؤرشف من الأصل في 2024-12-01. اطلع عليه بتاريخ 2024-12-06.
52. ↑  "سقوط عدد من الإصابات إثر استهداف مسلحين محليين لرتل عسكري لقوات النظام على أوتستراد حمص – حماة". المرصد السوري لحقوق الإنسان. 30 نوفمبر 2024. مؤرشف من الأصل في 2024-12-10. اطلع عليه بتاريخ 2024-12-06.
53. ↑  "سوريا: فصائل المعارضة تواصل التقدم في حلب.. والجيش يتعهد باستعادة السيطرة". سي إن بي سي عربية. 30 نوفمبر 2024. مؤرشف من الأصل في 2024-12-07. اطلع عليه بتاريخ 2024-12-06.
54. ↑  "قوات النظام تعيد تموضعها وتفرض طوقاً مشدداً على مدينة حماة". المرصد السوري لحقوق الإنسان. 1 ديسمبر 2024. اطلع عليه بتاريخ 2024-12-06.
55. ↑  "تحركات الجيش السوري ورده على فصائل المعارضة في حلب.. شهود يروون لـCNN". سي إن إن بالعربية. 1 ديسمبر 2024. مؤرشف من الأصل في 2024-12-02. اطلع عليه بتاريخ 2024-12-06.
56. ↑  "غارات سورية - روسية على خطوط إمداد ومعاقل «الفصائل» بريفي حلب وإدلب". الشرق الأوسط. 1 ديسمبر 2024. مؤرشف من الأصل في 2024-12-03. اطلع عليه بتاريخ 2024-12-06.
57. ↑  "استشهاد وإصابة 71 مواطنا بضربات جوية روسية على مركز مدينة إدلب". المرصد السوري لحقوق الإنسان. 1 ديسمبر 2024. مؤرشف من الأصل في 2024-12-05. اطلع عليه بتاريخ 2024-12-06.
58. ↑  السوري، المرصد (1 ديسمبر 2024). "غارات جوية روسية على مشفى الجامعة في مدينة حلب تسفر عن مقتل واستشهاد 5 وعدد من الإصابات | المرصد السوري لحقوق الإنسان". اطلع عليه بتاريخ 2024-12-06.
59. ↑  "المعارضة السورية تسيطر على معقل للوحدات الكردية والأسد يتوعدها بالهزيمة". الجزيرة نت. 1 ديسمبر 2024. مؤرشف من الأصل في 2024-12-02. اطلع عليه بتاريخ 2024-12-06.
60. ↑  السوري، المرصد (1 ديسمبر 2024). ""الهيئة" و"الجيش الوطني" يسيطران على بلدتي خناصر والسفيرة ومطار كويرس بريف حلب ومواقع عسكرية على أطراف حلب | المرصد السوري لحقوق الإنسان". مؤرشف من الأصل في 2024-12-02. اطلع عليه بتاريخ 2024-12-06.
61. ↑  "حصار أكثر من 200 ألف سوري في عملية "فجر الحرية".. انقطاع الاتصالات في ريف حلب الشمالي ومخاوف من ارتكاب مذابح بحق المواطنين الكرد". المرصد السوري لحقوق الإنسان. 1 ديسمبر 2024. اطلع عليه بتاريخ 2024-12-06.
62. ↑  "بعد انهيار قوات النظام في مدينة حماة.. انسحاب قوات النظام والدفاع الوطني من مدينتي السلمية وتلبيسة باتجاه مدينة حمص". المرصد السوري لحقوق الإنسان. 5 ديسمبر 2024. مؤرشف من الأصل في 2024-12-05. اطلع عليه بتاريخ 2024-12-06.
63. ↑  "المعارضة السورية تسيطر على معقل للوحدات الكردية والأسد يتوعدها بالهزيمة". الجزيرة نت. مؤرشف من الأصل في 2024-12-02. اطلع عليه بتاريخ 2024-12-06.
64. ↑  "انهيار كبير لقوات النظام.. "الهيئة" تسيطر على المواقع الاستراتيجية قرب مدينة حماة وتدخل مدينة السلمية دون قتال". المرصد السوري لحقوق الإنسان. 5 ديسمبر 2024. مؤرشف من الأصل في 2024-12-05. اطلع عليه بتاريخ 2024-12-06.
65. ↑  "قوات النظام تعزل مدينة حمص عن الريف الشمالي.. وطائرات حربية تستهدف أطراف مدينة الرستن قرب جسر رئيسي على طريق حمص-حماة". المرصد السوري لحقوق الإنسان. 5 ديسمبر 2024. اطلع عليه بتاريخ 2024-12-06.
66. ↑  "المعارضة السورية تعلن السيطرة على مدينتي الرستن وتلبيسة بريف حمص". الجزيرة نت. 5 ديسمبر 2024. مؤرشف من الأصل في 2024-12-09. اطلع عليه بتاريخ 2024-12-06.
67. ↑  "فصائل "ردع العدوان" تقترب من أكبر كلية حربية في سوريا.. واستشهاد وإصابة 11 مدنياً بغارات جوية بريف حمص الشمالي". المرصد السوري لحقوق الإنسان. 5 ديسمبر 2024. اطلع عليه بتاريخ 2024-12-06.
68. ↑  "تزامناً مع تقدم الفصائل واقترابها من مدينة حمص.. الطيران الحربي يشن غارات جوية على مدينة تلبيسة". المرصد السوري لحقوق الإنسان. 5 ديسمبر 2024. مؤرشف من الأصل في 2025-04-22. اطلع عليه بتاريخ 2024-12-06.
69. ↑  "رغم محاولات الطيران الحربي منع التقدم.. هيئة تحرير الشام والفصائل تسيطر على مدينتي تلبيسة والرستن شمال حمص وسط غياب لقوات النظام". المرصد السوري لحقوق الإنسان. 5 ديسمبر 2024. اطلع عليه بتاريخ 2024-12-06.
70. ↑  السوري، المرصد (6 ديسمبر 2024). "باتجاه العاصمة دمشق.. قوات النظام تنسحب من عدة نقاط في دير الزور والميادين والبوكمال". المرصد السوري لحقوق الإنسان. اطلع عليه بتاريخ 2024-12-06.
71. ↑  "«قسد» تهاجم مناطق سيطرة الجيش السوري في دير الزور... وغارات على ريفي حلب وإدلب". الشرق الأوسط. مؤرشف من الأصل في 2024-12-05. اطلع عليه بتاريخ 2024-12-08.
72. ↑  "بمشاركة طيران "التحالف الدولي".. اشتباكات عنيفة بين "مجلس دير الزور العسكري" وقوات النظام والميليشيات الإيرانية بريف دير الزور | المرصد السوري لحقوق الإنسان". المرصد السوري لحقوق الإنسان. 3 ديسمبر 2024. اطلع عليه بتاريخ 2024-12-08.
73. ↑  "التحالف يقصف ميليشيات إيرانية بدير الزور.. وروسيا تتأهب". العربية. 2 ديسمبر 2024. اطلع عليه بتاريخ 2024-12-08.
74. ↑  "مقتل عنصر من "مجلس دير الزور العسكري" خلال الاشتباكات مع قوات النظام.. واستشهاد طفلة وإصابة 3 مدنيين بقصف مدفعي | المرصد السوري لحقوق الإنسان". المرصد السوري لحقوق الإنسان. 3 ديسمبر 2024. مؤرشف من الأصل في 2024-12-04. اطلع عليه بتاريخ 2024-12-08.
75. ↑  "بعد إرسال تعزيزات عسكرية كبيرة.. قوات سوريا الديمقراطية تهاجم "القرى السبع" وقصف صاروخي يستهدف قاعدة حقل "كونيكو" | المرصد السوري لحقوق الإنسان". المرصد السوري لحقوق الإنسان. 3 ديسمبر 2024. مؤرشف من الأصل في 2024-12-05. اطلع عليه بتاريخ 2024-12-08.
76. ↑  "قوات النظام تنسحب من مواقع في ريف الرقة.. و"قسد" تنتشر تحسبا لهجمات "التنظيم" | المرصد السوري لحقوق الإنسان". المرصد السوري لحقوق الإنسان. 5 ديسمبر 2024. اطلع عليه بتاريخ 2024-12-08.
77. ↑  "بعد انسحاب قوات النظام من دير الزور.. فوضى وانفلات أمني وعمليات نهب وتخوف من عمليات انتقامية | المرصد السوري لحقوق الإنسان". المرصد السوري لحقوق الإنسان. 7 ديسمبر 2024. اطلع عليه بتاريخ 2024-12-08.
78. ↑  "بعد دخول "قسد".. الميليشيات الموالية لإيران تُخلي مواقعها في البوكمال بريف دير الزور الشرقي | المرصد السوري لحقوق الإنسان". المرصد السوري لحقوق الإنسان. 6 ديسمبر 2024. اطلع عليه بتاريخ 2024-12-08.
79. ↑  "تطورات ميدانية متسارعة.. هل سيتقوى تنظيم داعش في سوريا؟ | الحرة". الحرة. مؤرشف من الأصل في 2024-12-09. اطلع عليه بتاريخ 2024-12-08.
80. ↑  "قسد لـ "الحرة": داعش يجند الشباب في سوريا ويبحث عن السلاح | الحرة". الحرة. مؤرشف من الأصل في 2024-12-10. اطلع عليه بتاريخ 2024-12-08.
81. ↑  "السويداء "خارج سيطرة الأسد" والمعارضة في محيط حمص | الحرة". الحرة. 6 ديسمبر 2024. مؤرشف من الأصل في 2024-12-18. اطلع عليه بتاريخ 2024-12-07.
82. ↑  "سوريا.. فصائل معارضة تسيطر على مدينة السويداء". وكالة الأناضول. مؤرشف من الأصل في 2024-12-07. اطلع عليه بتاريخ 2024-12-07.
83. ↑  "فصائل المعارضة تواصل تقدمها جنوب سوريا وتعلن سيطرتها على مدينة درعا". فرانس 24. 7 ديسمبر 2024. مؤرشف من الأصل في 2024-12-08. اطلع عليه بتاريخ 2024-12-07.
84. ↑  "انسحابات متوالية للجيش والمعارضة تعلن الاقتراب من دمشق". الجزيرة نت. مؤرشف من الأصل في 2024-12-07. اطلع عليه بتاريخ 2024-12-07.
85. ↑  "الجيش السوري ينسحب من كامل القنيطرة.. والفصائل تقترب من دمشق". العربية. 7 ديسمبر 2024. اطلع عليه بتاريخ 2024-12-07.
86. ↑  "«الفصائل» تعلن سيطرتها على القنيطرة بالجولان... وتبعد 20 كيلومتراً عن دمشق". الشرق الأوسط. اطلع عليه بتاريخ 2024-12-07.
87. 1 2  "الفصائل المحلية تكسر خطوط الدفاع الأولى لمدينة حمص وتهاجم مقرا للفرقة 26 وكلية الهندسة قرب المدينة | المرصد السوري لحقوق الإنسان". المرصد السوري لحقوق الإنسان. 7 ديسمبر 2024. اطلع عليه بتاريخ 2024-12-07.
88. ↑  "انسحابات متتالية من ريف دمشق لتأمين العاصمة.. فصائل المصالحة على بعد بضعة كيلومترات عن العاصمة دمشق | المرصد السوري لحقوق الإنسان". المرصد السوري لحقوق الإنسان. 7 ديسمبر 2024. اطلع عليه بتاريخ 2024-12-07.
89. ↑  "التلفزيون السوري يبث مقطعا يعلن سقوط بشار الأسد". الجزيرة. 8 ديسمبر 2024. مؤرشف من الأصل في 2024-12-08. اطلع عليه بتاريخ 2024-12-08.
90. ↑  "إسرائيل تقصف مركز البحوث العلمية بدمشق". الجزيرة. 8 ديسمبر 2024. مؤرشف من الأصل في 2024-12-09. اطلع عليه بتاريخ 2024-12-08.
91. ↑  "وكالة: بشار الأسد يصل إلى روسيا ويحصل على حق اللجوء". سكاي نيوز عربية. مؤرشف من الأصل في 2024-12-09. اطلع عليه بتاريخ 2024-12-09.
92. ↑  "تحركات وهجوم مفاجئ شمال سوريا.. ماذا نعلم للآن؟". سي إن إن بالعربية. 29 نوفمبر 2024. مؤرشف من الأصل في 2024-11-30. اطلع عليه بتاريخ 2024-12-01.
93. ↑  "الجيش السوري: انسحبنا من حلب للتحضير لهجوم مضاد". الرأي. 30 نوفمبر 2024. مؤرشف من الأصل في 2024-12-03. اطلع عليه بتاريخ 2024-12-01.
94. ↑  "ردع العدوان.. عملية عسكرية أطلقتها المعارضة السورية "لإبعاد نفوذ النظام عن الشمال"". الجزيرة نت. 29 نوفمبر 2024. مؤرشف من الأصل في 2024-12-04. اطلع عليه بتاريخ 2024-12-01.
95. ↑  "الجيش السوري يعترف بدخول الفصائل المسلحة حلب... ويعلن مقتل عشرات الجنود". الشرق الأوسط. 30 نوفمبر 2024. مؤرشف من الأصل في 2024-12-05. اطلع عليه بتاريخ 2024-12-01.
96. ↑  "خيارات «قسد» الصعبة للتعامل مع «معركة حلب»". الشرق الأوسط. 30 نوفمبر 2024. مؤرشف من الأصل في 2024-12-02. اطلع عليه بتاريخ 2024-12-01.
97. ↑  "محمد شياع السوداني - رئيس مجلس وزارء جمهورية العراق". مؤرشف من الأصل في 2024-11-30.
98. ↑  "الرئيس بشار الأسد يبحث في اتصال هاتفي مع رئيس الوزراء العراقي..." إكس. مؤرشف من الأصل في 2024-11-30. اطلع عليه بتاريخ 2024-11-30.
99. ↑  "محمد بن زايد وبشار الأسد يبحثان هاتفيا تطورات الأوضاع بسوريا". سكاي نيوز عربية. اطلع عليه بتاريخ 2024-12-07.
100. ↑  الميادين، شبكة (30 نوفمبر 2024). "سلطنة عمان: وزير الخارجية العُماني يؤكد لنظيره السوري في اتصال هاتفي تضامن بلاده مع سوريا ويشدد على أهمية سيادة ووحدة أراضيها". شبكة الميادين. مؤرشف من الأصل في 2025-04-26. اطلع عليه بتاريخ 2024-12-07.
101. ↑  الشرق (5 ديسمبر 2024). "نعيم قاسم: "حزب الله" سيقف إلى جانب سوريا في إحباط العدوان عليها | الشرق للأخبار". الشرق للأخبار. مؤرشف من الأصل في 2024-12-08. اطلع عليه بتاريخ 2024-12-07.
102. ↑  "الأمين العام لحزب الله يتحدث عن الاتفاق مع إسرائيل ومعارك سوريا". الجزيرة نت. مؤرشف من الأصل في 2024-12-05. اطلع عليه بتاريخ 2024-12-07.
103. ↑  "«حماس»: نبارك للشعب السوري نجاحه في تحقيق تطلعاته نحو الحرية والعدالة". صحيفة الشرق الأوسط. 9 ديسمبر 2024. مؤرشف من الأصل في 2025-02-07. اطلع عليه بتاريخ 2024-12-27.
104. ↑  "حماس تبارك للشعب السوري سقوط الأسد وتُدين العدوان الإسرائيلي". مصراوي. 9 ديسمبر 2024. مؤرشف من الأصل في 2024-12-15. اطلع عليه بتاريخ 2024-12-27.
105. ↑  "حماس "تبارك" للشعب السوري برحيل الأسد وحزب الله يصف الوضع بالخطير". فرانس 24. 10 ديسمبر 2024. مؤرشف من الأصل في 2024-12-27. اطلع عليه بتاريخ 2024-12-27.
106. ↑  "إيران تتهم إسرائيل وأميركا بالوقوف وراء "هجمات سوريا"". سكاي نيوز عربية. 30 نوفمبر 2024. اطلع عليه بتاريخ 2024-12-01.
107. ↑  "ترامب: سوريا ليست معركتنا فلا تتدخلوا". الجزيرة نت. مؤرشف من الأصل في 2024-12-09. اطلع عليه بتاريخ 2024-12-08.
108. ↑  "ترامب: أحداث سوريا ليست معركتنا.. فلا تتدخلوا". العربية. 7 ديسمبر 2024. اطلع عليه بتاريخ 2024-12-08.
109. ↑  "واشنطن: لا علاقة لنا بالهجوم الذي تقوده "هيئة تحرير الشام"". RT عربي. مؤرشف من الأصل في 2025-06-03. اطلع عليه بتاريخ 2024-12-08.

#### إنجليزية
1. ↑  "'IRGC commander killed by militants in Aleppo amid clashes'". Rudaw. 28 نوفمبر 2024. مؤرشف من الأصل في 2024-12-05. اطلع عليه بتاريخ 2024-12-06.
2. ↑  "Amid rebels' failure to advance into the city | Fierce clashes continue on frontlines around Hama city and regime forces restore town in eastern countryside - The Syrian Observatory For Human Rights" (بCanadian English). 5 Dec 2024. Archived from the original on 2024-12-05. Retrieved 2024-12-06.
3. ↑  "Amid rebels' failure to advance into the city | Fierce clashes continue on frontlines around Hama city and regime forces restore town in eastern countryside - The Syrian Observatory For Human Rights" (بCanadian English). 5 Dec 2024. Archived from the original on 2024-12-05. Retrieved 2024-12-06.
4. ↑  "Russian elite forces suffer losses in Syrian rebel attack". defence-blog.com (بالإنجليزية الأمريكية). 27 Nov 2024. Archived from the original on 2024-12-02. Retrieved 2024-11-28.
5. 1 2 3 4 5  Salem, Mostafa (28 Nov 2024). "Syria's rebels exploit weaknesses in Iran's proxies to launch surprise offensive". CNN (بالإنجليزية). Archived from the original on 2024-12-04. Retrieved 2024-11-28.
6. ↑  Chehayeb, Karim (3 Dec 2024). ""Syria launches counterattacks in an attempt to stop the insurgency, as Iran's top diplomat meets Assad"". Swichted Press (بالإنجليزية). Archived from the original on 2024-12-01. Retrieved 2024-12-03.
7. 1 2  "Amid failure of regime forces to counter attacks | H-T-S and factions take control of five neighborhoods in Aleppo city and 20 villages and towns in Idlib and Aleppo countryside". 29 نوفمبر 2024. مؤرشف من الأصل في 2025-07-23. اطلع عليه بتاريخ 2024-11-29.
8. 1 2  Lester, Charles (30 نوفمبر 2024). "="The conflict in Syria flares up again"". Spectator. مؤرشف من الأصل في 2024-11-30. اطلع عليه بتاريخ 2024-12-03.
9. 1 2  Kourdi, Eyad; Edwards, Christian (27 Nov 2024). "Syrian rebels launch major attack on regime forces in Aleppo province". CNN (بالإنجليزية). Archived from the original on 2024-11-27. Retrieved 2024-11-27.
10. ↑  "Russian elite forces suffer losses in Syrian rebel attack". defence-blog.com (بالإنجليزية الأمريكية). 27 Nov 2024. Archived from the original on 2024-12-02. Retrieved 2024-11-28.
11. ↑  "Syrian rebels launch surprise offensive in northwest as regime retaliates with airstrikes". العربي الجديد. 27 نوفمبر 2024. مؤرشف من الأصل في 2024-12-01.
12. ↑  Staff, The Media Line (27 Nov 2024). "Opposition Forces Capture Key Villages Near Aleppo, Assad's Army Retaliates". The Media Line (بالإنجليزية الأمريكية). Archived from the original on 2024-12-04. Retrieved 2024-11-27.
13. ↑  Al-Khalidi، Suleiman. "Syrian rebels launch attack against army in Aleppo province". رويترز. مؤرشف من الأصل في 2024-11-28.
14. ↑  "Dozens killed as armed groups attack Syrian military in northern Aleppo". Al Jazeera (بالإنجليزية). Archived from the original on 2024-12-03. Retrieved 2024-11-28.
15. ↑  "Committing new massacre in Al-Atareb | Russian and regime fighter jets execute nearly 60 airstrikes in Idlib and Aleppo countryside". المرصد السوري لحقوق الإنسان. 28 نوفمبر 2024.
16. 1 2  "During three days of battles | Number of casualties among civilians and combatants rise to 287". المرصد السوري لحقوق الإنسان. 29 نوفمبر 2024. اطلع عليه بتاريخ 2024-11-29.
17. ↑  "Kurdish forces attack Turkish-backed fighters in northern Syria, kill 15". مؤرشف من الأصل في 2024-12-01.
18. ↑  "New attack | Four members of the "Joint Forces" killed under a Russian airstrike on outskirts of Marae'". المرصد السوري لحقوق الإنسان. 29 نوفمبر 2024.
19. ↑  "Dea*th toll update | 23 civilians kil*le and injured under Russian airstrikes on Idlib". المرصد السوري لحقوق الإنسان. 29 نوفمبر 2024.
20. ↑  ""Syrian National Coalition Prime Minister: Operation Dawn of Freedom aims to cut PKK-Turkey supply lines today"". 1 ديسمبر 2024. مؤرشف من الأصل في 2024-12-02. اطلع عليه بتاريخ 2024-12-03.
21. ↑  ""Conflict escalates in northern Aleppo: pro-Turkish factions launch offensive as Syrian army tightens control - Map / Video"". caliber.az. مؤرشف من الأصل في 2024-12-01. اطلع عليه بتاريخ 2024-12-03.
22. ↑  Juraszek، Przemysław (3 ديسمبر 2024). "Syrian rebels seize Aleppo, capturing advanced military assets". Daily Wrap. مؤرشف من الأصل في 2024-12-09. اطلع عليه بتاريخ 2024-12-07.
23. ↑  "Deadly strikes hit Aleppo as Syrian rebels seize airport, push towards Hama". Middle East Eye (بالإنجليزية). Archived from the original on 2024-12-05. Retrieved 2024-12-06.
24. ↑  Harb, Ali. "Syria war updates: Rebels take control of Aleppo, igniting new phase of war". Al Jazeera (بالإنجليزية). Archived from the original on 2024-12-04. Retrieved 2024-12-06.
25. ↑  "IDF deploys in Golan buffer zone with Syria, girding for post-Assad regime chaos". Times of Israel (بالإنجليزية). 8 Dec 2024. Archived from the original on 2024-12-08. Retrieved 2024-12-08.
26. ↑  "Syrian insurgents cut off key road as 200 die in escalating violence". The Guardian. 28 نوفمبر 2024. مؤرشف من الأصل في 2024-11-28. اطلع عليه بتاريخ 2024-11-29.
27. ↑  "Riad Darar reveals current, future steps of the "Syrian Democratic Parh"". الشرق الأوسط. 30 نوفمبر 2024. مؤرشف من الأصل في 2024-12-01. اطلع عليه بتاريخ 2024-12-01.
28. ↑  Michaelson, Ruth (29 Nov 2024). "Syrian rebels enter Aleppo three days into surprise offensive". The Guardian (بالإنجليزية البريطانية). ISSN:0261-3077. Archived from the original on 2024-11-29. Retrieved 2024-12-01.
29. ↑  "Kremlin considers militants' attack on Aleppo encroachment on Syria's sovereignty". TASS. مؤرشف من الأصل في 2024-12-04. اطلع عليه بتاريخ 2024-12-01.
30. ↑  Keating, Joshua. ""How the surprise attack of the Syrian rebels shocked the world"". Fox (بالإنجليزية). Archived from the original on 2024-12-07. Retrieved 2024-12-08.
31. ↑  Khalidi, Suleiman; Al , Azhari، Timor. ""Syrian rebels battle for Homs and advance on Damascus, Assad's rule at stake"". رويترز (بالإنجليزية). Archived from the original on 2024-12-07. Retrieved 2024-12-08.{{استشهاد ويب}}:  صيانة الاستشهاد: أسماء متعددة: قائمة المؤلفين (link)

#### تركية
1. ↑  "Halep'e giren Sultan Murad Tümeni'nden Haydar Komutan: "Ya Esed'i düşürürüz ya da Türkiye'ye bağlanırız"". Samimi Haber - Haber, Haberler, Spor, Magazin ve Son Dakika Haberleri (بالتركية). Archived from the original on 2024-12-04. Retrieved 2024-12-06.